# Augenstab

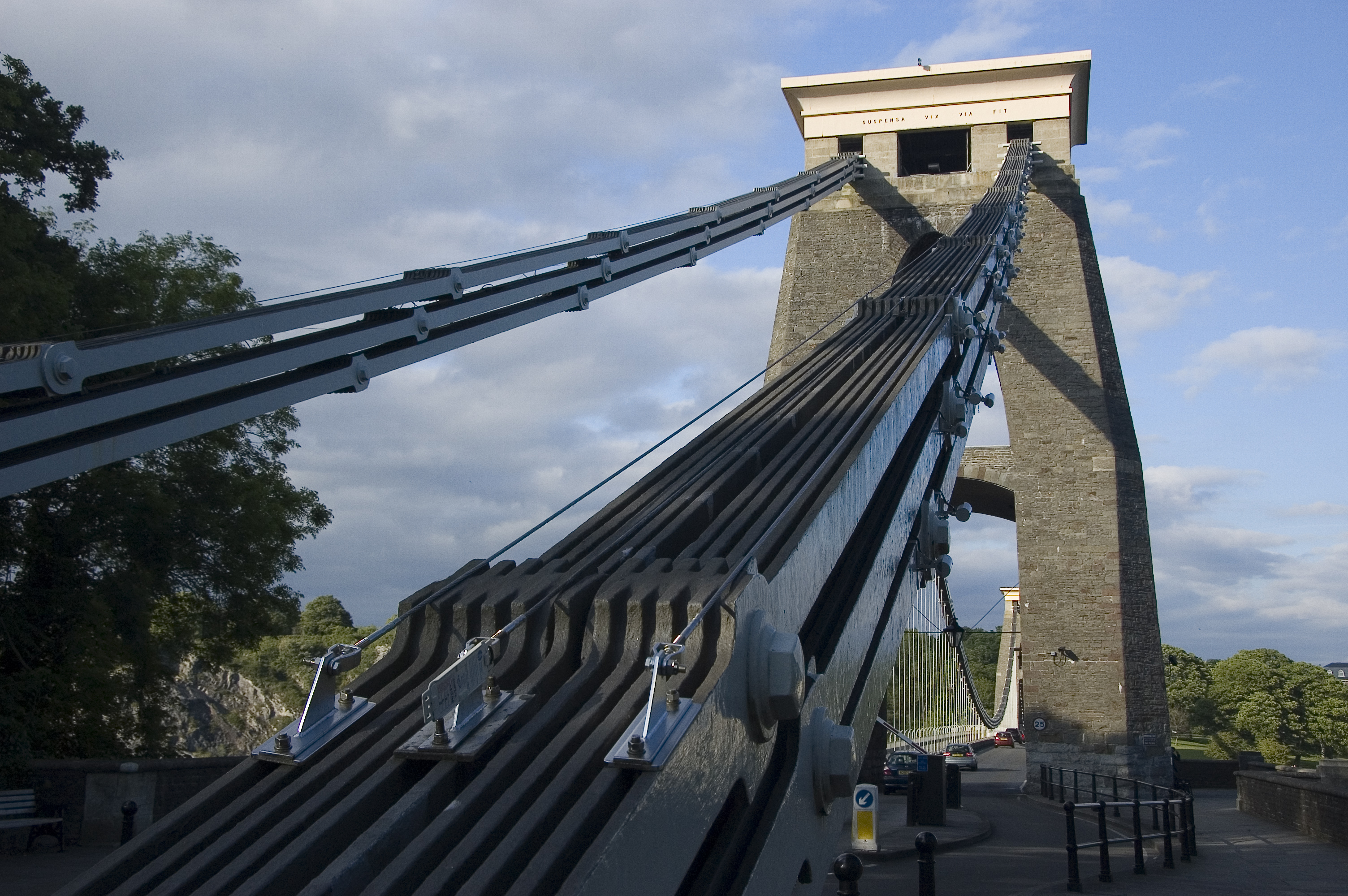
Augenstäbe der Clifton Suspension Bridge

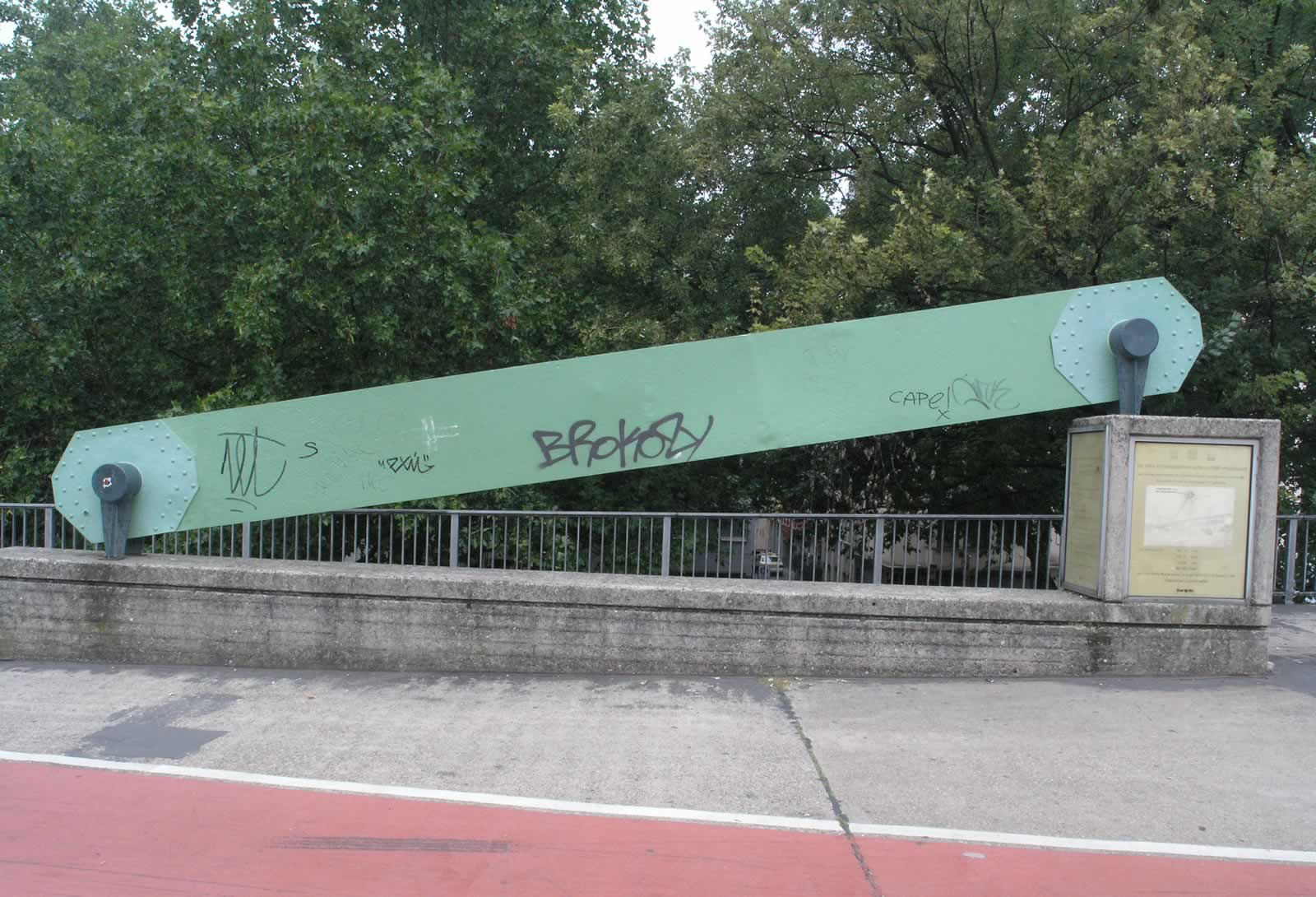
Augenstab der Deutzer Hängebrücke

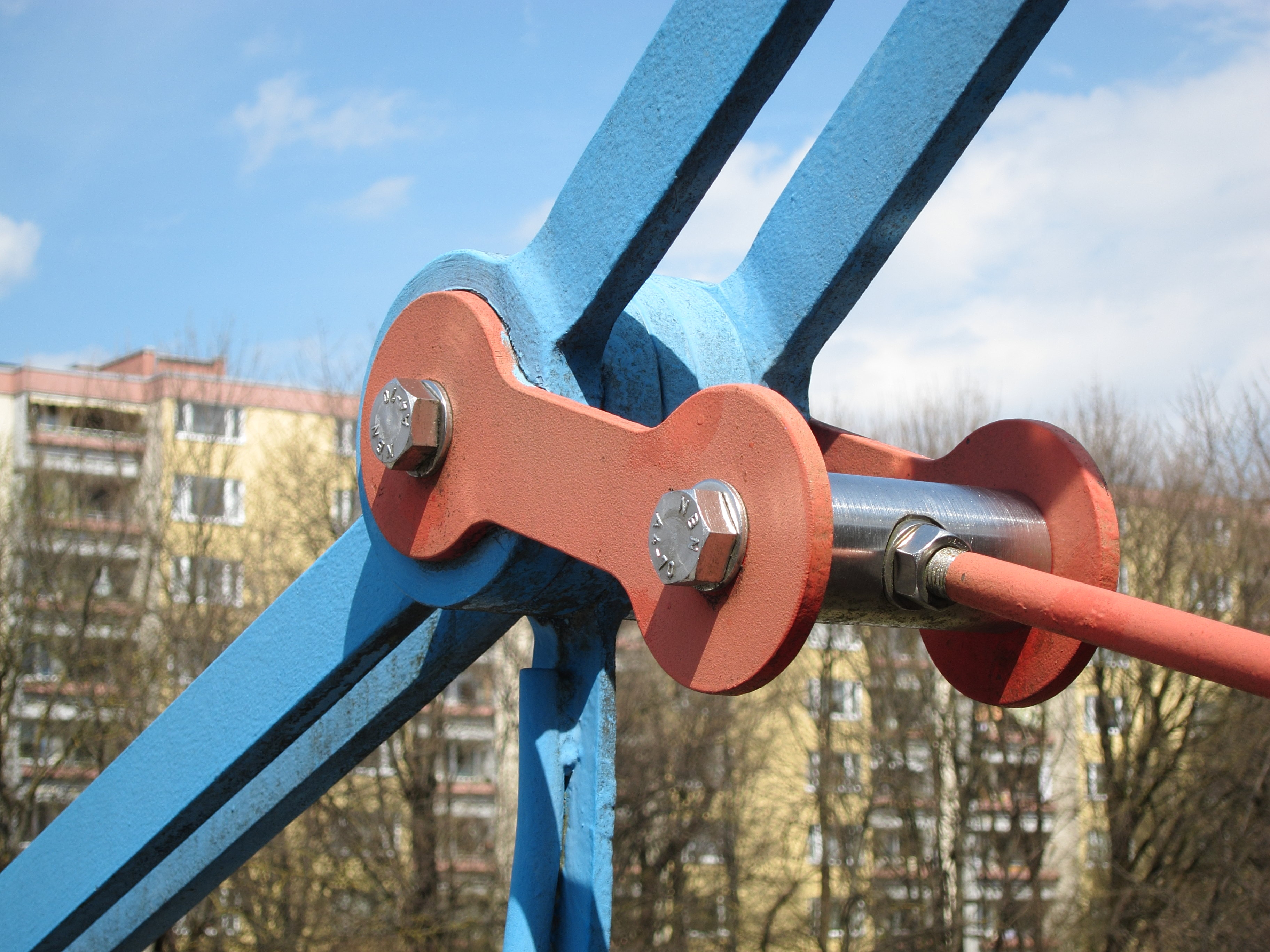
Augenstäbe der Kettenbrücke Neuperlach

Ein Augenstab (englisch eyebar) ist ein metallener Stab, dessen meist verbreiterte flache Enden jeweils ein Auge enthalten, also eine runde Öffnung zur Aufnahme des Bolzens, der die Verbindung zum nächsten Augenstab oder zu seiner Befestigung an einem anderen Bauelement herstellt.
Augenstäbe wurden insbesondere bei Kettenbrücken als Kettenglieder verwendet. Später bildeten sie einen wichtigen Bestandteil der nordamerikanischen Fachwerkkonstruktionen, wo die allein auf Zug, aber niemals auf Druck beanspruchten Stäbe und Zuggurte aus Augenstäben gebildet wurden. Auch heute noch werden Augenstäbe bei den selten gewordenen Kettenbrücken verwendet.
Im Maschinen- und Stahlbau werden heute Augenstab-Bolzenverbindungen benutzt, wenn die Verbindung drehbar oder häufig und einfach zu lösen sein soll. Dazu müssen die Auswirkungen folgender Einflussgrößen auf das Tragverhalten der Augenstab-Bolzen-Verbindungen rechnerisch untersucht werden:
- Augenstabform
- Nennspannung
- Bolzenspiel
- Reibungszahl
- Kopfhöhlenvergrößerung.[2]

Der Augenstab besteht in der Regel aus Flachstahl, früher aus Flacheisen. Werden mehrere Augenstäbe parallel nebeneinander oder in einem Bauteil in der gleichen Funktion verwendet, so müssen sie die gleiche Länge und denselben Elastizitätsmodul haben, damit sie in gleicher Weise belastet werden.
Die ersten Augenstäbe waren eiserne Rundstäbe, deren Enden zu Ösen gebogen wurden. Nicht nur wegen der damals noch sehr unterschiedlichen Materialeigenschaften des Eisens war ihre Zugkraft nicht in zufriedenstellender Weise vorhersehbar. William Hawks und Samuel Brown entwickelten zwischen 1805 und 1818 verbesserte Augenstäbe mit gelochten bzw. geschmiedeten Augen. Bald wurden Augenstäbe aus Flacheisen und später aus Stahl mit gleichbleibendem, rechteckigen Querschnitt entwickelt, deren Augen entweder geschmiedet oder durch Aufstauchen in hydraulischen Pressen gefertigt wurden. In den USA geschah dies im industriellen Maßstab. Beim Bau der Elisabethbrücke in Budapest um 1900 war man in Europa auf diese Herstellungsweise nicht oder nicht mehr eingerichtet. Deshalb wurden die Kettenglieder in einem Stück aus Breiteisenlamellen herausgeschnitten, wobei ein großer Anteil an Abfall und hohe Herstellungskosten entstanden. Ähnlich verfuhr man auch später beim Bau der Deutzer Hängebrücke.